# Boston-Marathon 1952
| 56. Boston-Marathon    | 56. Boston-Marathon        |
| ---------------------- | -------------------------- |
| Stadt                  | Boston, Vereinigte Staaten |
| Datum                  | 19. April 1952             |
| Distanz                | 41,1 – 42,2 Kilometer      |
| Sieger                 |                            |
| Männer                 | Doroteo Flores (2:31:53 h) |
| ← Boston-Marathon 1951 | Boston-Marathon 1953 →     |
| Website                | Offizielle Website         |

Der Boston-Marathon 1952 war die 56. Ausgabe der jährlich stattfindenden Laufveranstaltung in Boston, Vereinigte Staaten. Der Marathon fand am 19. April 1952 statt. Die Laufdistanz betrug zwischen 41,1 und 42,2 Kilometer.
Es gewann Doroteo Flores in 2:31:53 h.

## Ergebnis
| Platz | Athlet           | Land               | Zeit (h) |
| ----- | ---------------- | ------------------ | -------- |
| 01    | Doroteo Flores   | Guatemala          | 2:31:53  |
| 02    | Victor Dyrgall   | Vereinigte Staaten | 2:36:40  |
| 03    | Luis Velásquez   | Guatemala          | 2:40:08  |
| 04    | Thomas Jones     | Vereinigte Staaten | 2:43:29  |
| 05    | Norman Tamamaha  | Vereinigte Staaten | 2:51:55  |
| 06    | Theodore Corbitt | Vereinigte Staaten | 2:53:31  |
| 07    | Sevki Koru       | Türkei             | 2:54:15  |
| 08    | Edo Romognoli    | Vereinigte Staaten | 2:57:28  |
| 09    | Louis White      | Vereinigte Staaten | 2:58:24  |
| 10    | Arnold Briggs    | Vereinigte Staaten | 2:58:46  |